# 8990 Компассіон
8990 Компассіон (8990 Compassion) — астероїд головного поясу, відкритий 19 лютого 1980 року.
Тіссеранів параметр щодо Юпітера — 3,181.